# Mors, Pinky i...
Mors, Pinky i... – cykl książek dla dzieci i młodzieży, autorstwa Dariusza Rekosza, opowiadających o przygodach szkolnych detektywów – Leszka Morszola (Mors) oraz Alicji Pankiewicz (Pinky). Seria ukazuje się od stycznia 2007 roku. Akcja poszczególnych części osadzona jest w ówczesnej, polskiej rzeczywistości – Mors i Pinky chodzą do szkoły podstawowej.

## Główne postacie
- Leszek Morszol – Mors – uczeń klasy IVb (później V i VI) – piegowaty miłośnik nauk ścisłych, lodów czekoladowych i piłki nożnej; rodzice: Barbara i Krzysztof Morszolowie.
- Alicja Pankiewicz – Pinky – rówieśniczka i koleżanka z klasy Morsa – długowłosa blondynka, lubiąca ubierać się na różowo i najlepsza w klasie z j. angielskiego; rodzice: Anna i Wojciech Pankiewiczowie; dziadek: Adam Pankiewicz.
- Jan Piekarski – ps. Cyrkiel – nauczyciel matematyki
- Piotr Wójtowicz – komisarz polskiej policji
- Patrycja Nowicka – Trishia Nowicki – angielska policjantka
- ksiądz Górecki – znajomy Pinky i jej dziadka
- Władysław i Ryszard Piątkowie – bracia, weterani II wojny światowej, byli partyzanci

## Książki wydane
- "Mors, Pinky i tajemnica dyrektora Fiszera" – (wyd: Nasza Księgarnia, data premiery: 22.01.2007) – Mors i Pinky wpadają na trop afery złodziejskiej, która ma mieć miejsce na terenie ich szkoły. Idąc tropem podsłuchanej rozmowy, próbują pomóc w ujęciu groźnych przestępców. Niestety, po drodze, wpadają w pułapkę.
- "Mors, Pinky i zaginiony sztandar" - (wyd: Nasza Księgarnia, data premiery: 16.04.2007) - W nagrodę za rozwiązanie zagadki kryminalnej, Mors i Pinky oraz ich rodzice (w towarzystwie komisarza Wójtowicza), jadą na tygodniową wycieczkę do Londynu. Na miejscu poznają angielską policjantkę polskiego pochodzenia - Patrycję Nowicką - która prosi ich o pomoc w odnalezieniu zaginionego sztandaru, należącego w czasie II wojny światowej do jej dziadka.
- "Mors, Pinky i trzynasta komnata" (wyd: Nasza Księgarnia, data premiery: 22.06.2007) - Mors i Pinky jadą na wakacje do dziadka Adama. Dowiadują się na miejscu, że jego przodek, w XVII wieku, ukrył gdzieś drogocenny skarb. W toku poszukiwań dowiadują się, że skarb ten znajduje się w tajemniczej trzynastej komnacie. Bohaterowie postanawiają odnaleźć komnatę i skarb, a przeszkadza im w tym niejaki pan Szczygieł - letnik, który również zatrzymał się w leśniczówce dziadka Adama.
- "Mors, Pinky i archiwum pułkownika Bergmana" - (wyd: Prószyński i S-ka, data premiery: 26.09.2008) - Autokarowa wycieczka szkolna w Góry Świętokrzyskie rozpoczyna się dla Morsa i Pinky zagadkową kradzieżą w małym sklepie ze starociami, prowadzonym przez Władysława Piątka - weterana II wojny światowej. Kradzież naprowadza bohaterów na zagadkę, związaną z ukryciem cennego archiwum pułkownika Bergmana (żołnierza niemieckiego), którą postanawiają rozwiązać wraz z dorosłymi.
- "Mors, Pinky i ostatnia przesyłka" (wyd: Prószyński Media, data premiery: 12.02.2009) - Mors i Pinky na tropie gangsterskiej, międzynarodowej afery przemytniczej.
- "Mors, Pinky i zagadka Ludolfiny" (wyd: Prószyński Media, data premiery: 21.05.2009) - W zagadkowych okolicznościach, w szkole, do której chodzą Mors i Pinky, zaczynają ginąć telefony komórkowe. Szkolni detektywi podejmują się rozwiązać zagadkę kradzieży, zanim do akcji wkroczą dorośli i policja.